# 北城街道 (单县)
北城街道，是中华人民共和国山東省菏泽市单县下辖的一个乡镇级行政单位。

## 行政区划
北城街道下辖以下地区：
北关社区、西关社区、东关村、西关村、北关村、北郊村、吴溜村、单溜村、三官庙村、孙草庙村、赵土楼村、广圣店村和四里埠村。